# Michael Baseleon
Michael Baseleon (Tarkio, Illinois, VS, 6 april 1925 - Pittsfield, Massachusetts, VS, 9 oktober 1986) was een Amerikaans acteur.
Baseleon speelde in meer dan 60 producties, maar speelde nooit een vaste rol in een televisieserie of een grote rol in een film. Hij is vooral bekend geworden dankzij gastrollen in series als The A-Team, Hunter, The Incredible Hulk en Flamingo Road.
In oktober 1986 overleed hij aan een hartaanval.

## Filmografie
- Hunter Televisieserie - Eldon Gavin (Afl., High Bleacher Man, 1984)
- The A-Team Televisieserie - Gangster Tommy Largo (Afl., Double Heat, 1984)
- Riptide Televisieserie - Roger Ramsdale (Afl., Four-Eyes, 1984)
- Hard Knox (Televisiefilm, 1984) - Generaal Green
- The A-Team Televisieserie - Gangster Tommy Tillis/Crazy Tommy T. (Afl., Steel, 1983)
- The Greatest American Hero Televisieserie - Johnny Sanova (Afl., Dreams, 1982)
- Return of the Rebels (Televisiefilm, 1981) - Wild Bill Karp
- Flamingo Road Televisieserie - Slade (7 afl., 1981)
- CHiPs Televisieserie - Rod Sullivan (Afl., 11-99: Officer Needs Help, 1981)
- CHiPs Televisieserie - Mesker (Afl., Off Road, 1980)
- General Hospital Televisieserie - Dr. Tony Perelli (Afl. onbekend, 1980)
- Flamingo Road (Televisiefilm, 1980) - Slade
- Charlie's Angels Televisieserie - Crail (Afl., Harrigan's Angels, 1980)
- Barnaby Jones Televisieserie - Miller (Afl., Focus on Fear, 1980)
- CHiPs Televisieserie - Murray Thomas (Afl., Bio-Rhythms, 1979)
- Eischied Televisieserie - Rol onbekend (Afl., Fire for Hire, 1979)
- The Incredible Hulk Televisieserie - Swift (Afl., Behind the Wheel, 1979)
- The Duke Televisieserie - Crazy Tommy T (Afl., The Pilot: Duke, 1979)
- The Users (Televisiefilm, 1978) - Harvey Parkes
- Wonder Woman Televisieserie - Morley (Afl., My Teenage Idol Is Missing, 1978)
- Sword of Justice Televisieserie - Rol onbekend (Afl., A Double Life, 1978)
- Starsky and Hutch Televisieserie - Hector Salidas (Afl., Deckwatch, 1978)
- Police Story Televisieserie - Rol onbekend (Afl., Day of Terror, Night of Fear, 1978)
- Barnaby Jones Televisieserie - Rudy Markham (Afl., Yesterday's Terror, 1977)
- Cover Girls (Televisiefilm, 1977) - Paul Richards
- Police Woman Televisieserie - Rol onbekend (Afl., Shadow of a Doubt, 1977)
- Barnaby Jones Televisieserie - Roy Twain (Afl., The Inside Man, 1977)
- The Streets of San Francisco Televisieserie - Huurmoordenaar (Afl., Till Death Do Us Part, 1976)
- The Passover Plot (1976) - Mattai
- Baretta Televisieserie - Bernie (Afl., They Don't Make 'Em Like They Used To, 1976)
- The Blue Knight Televisieserie - Rol onbekend (Afl., Two to Make Deadly, 1975)
- Police Story Televisieserie - Giancino (Afl., Little Boy Lost, 1975)
- Cannon Televisieserie - Harry (Afl., The Man Who Died Twice, 1975)
- Last Hours Before Morning (Televisiefilm, 1975) - Bruno Gant
- Petrocelli Televisieserie - Melvin Pollack (Afl., Death in Small Doses, 1975)
- The Manhunter Televisieserie - Rol onbekend (Afl., Web of Fear, 1975)
- Harry O Televisieserie - Asst. D.A. Bryan Douglas (Afl., Second Slight, 1974)
- Police Story Televisieserie - Davidson (Afl., The Wyatt Earp Syndrome, 1974)
- Cannon Televisieserie - Lt. Jack Mancuso (Afl., Voice from the Grave, 1974)
- Lucas Tanner Televisieserie - Tim Howell (Afl., Three Letter Word, 1974)
- Lucas Tanner (Televisiefilm, 1974) - Tim Howell
- Toma Televisieserie - Tully (Afl., Stillwater - 492, 1974)
- Mannix Televisieserie - Vic Grant (Afl., A Night Full of Darkness, 1974)
- Ironside Televisieserie - Dr. Harold Sands (Afl., Murder by One, 1973)
- Police Story Televisieserie - Sergeant Diaz (Afl., The Ten Year Honeymoon, 1973)
- Chase Televisieserie - Michaels (Afl., The Wooden Horse Caper, 1973)
- The Rookies Televisieserie - Tate (Afl., Cauldron, 1973)
- Toma (Televisiefilm, 1973) - Tully
- The Police Story (Televisiefilm, 1973) - Rol onbekend
- The F.B.I. Televisieserie - Harper Jay (Afl., Sweet Evil, 1973)
- Jigsaw Televisieserie - Rol onbekend (Afl., In Case of Emergency, Notifly Clint Eastwood, 1973)
- The Bold Ones: The New Doctors Televisieserie - Dr. Lee Williams (Afl., A Quality of Fear, 1972)
- The Sixth Sense Televisieserie - Dr. William Vaughn (Afl., I Did Not Mean to Slay Thee, 1972)
- Man on a String (Televisiefilm, 1972) - Mickey Brown
- Cade's County Televisieserie - Max Galt (Afl., One Small, Acceptable Death, 1972)
- Night Gallery Televisieserie - Tom Robb (Afl., The Dark Boy, 1971)
- Ironside Televisieserie - Gil Peters (Afl., The Professionals, 1971)
- The F.B.I. Televisieserie - Rol onbekend (Afl., Superstition Rock, 1971)
- Sarge Televisieserie - Rol onbekend (Afl., Quicksilver, 1971)
- Nichols Televisieserie - Rol onbekend (Afl., The Specialists, 1971)
- The Mod Squad Televisieserie - Otto (Afl., Color of Laughter, Color of Tears, 1971)
- Mission: Impossible Televisieserie - Frank Stevens (Afl., Encore, 1971)
- The Grissom Gang (1971) - Frankie Connor
- Mission: Impossible Televisieserie - Detective Lieutenant Rab (Afl., The Field, 1971)
- The Mod Squad Televisieserie - Rol onbekend (Afl., Search and Destroy, 1970)
- Mission: Impossible Televisieserie - Georgi Kull (Afl., Phantoms, 1970)
- The High Chaparral Televisieserie - Grey Wolf (Afl., The Forge of Hate, 1970)
- The Most Deadly Game Televisieserie - Milosz Patecky (Afl., Witches' Sabbath, 1970)
- A Man Called Horse (1970) - Longfoot
- Here Come the Brides Televisieserie - Rol onbekend (Afl., Land Grant, 1969|To the Victor, 1970)
- Bracken's World Televisieserie - Arthur Thunderbird (Afl., Meanwhile Back at the Studio, 1970)
- Children's Games (1969) - Peter
- Up Tight! (1968) - Teddy
- Ten Blocks on the Camino Real (Televisiefilm, 1966) - Officer
- Route 66 Televisieserie - Blair (Afl., Cries of Persons Close to One, 1964)
- East Side/West Side Televisieserie - Rol onbekend (Afl., No Hiding Place, 1963)
- The Nurses Televisieserie - Politieman (Afl., The Unwanted, 1963)